# Ecorregión Meseta del Columbia

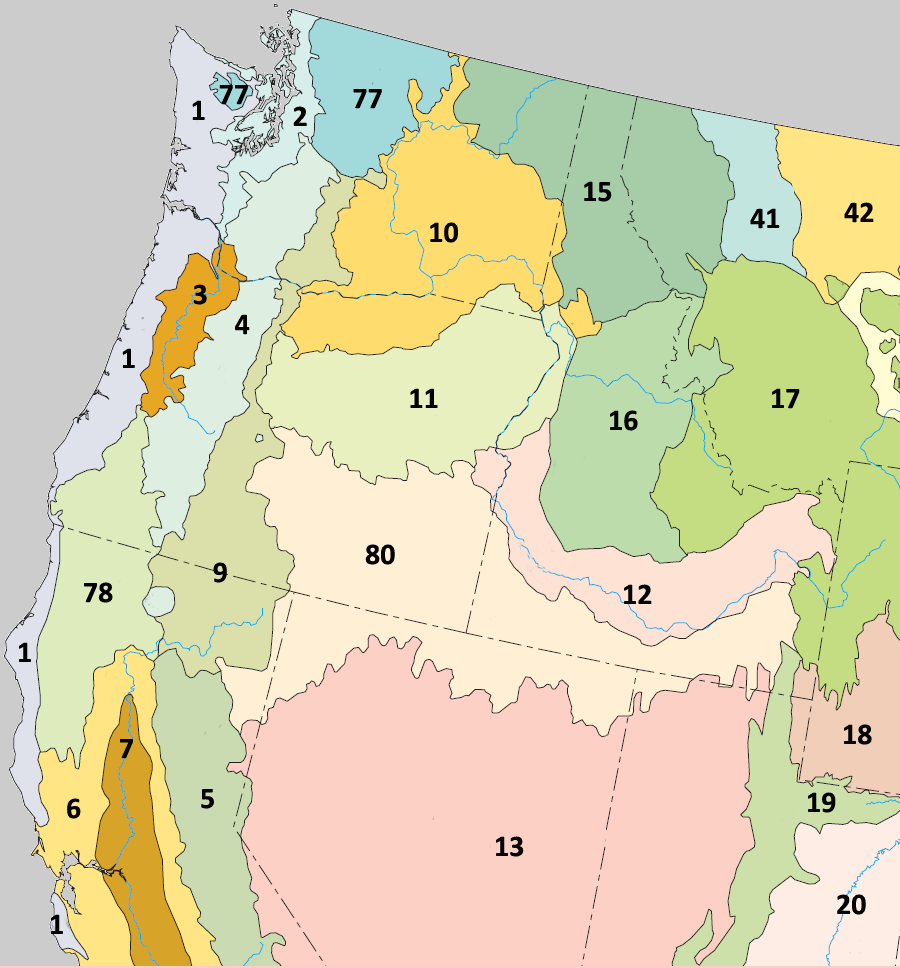
Ecorregión de nivel III del noroeste del Pacífico. La ecorregión de la Meseta de Columbia (10) limita con las ecorregiones de las Cascadas Orientales (9), las Montañas Blue (11), las Rocosas del Norte (15), el Batolito de Idaho (16) y las Cascadas del Norte (77).

La ecorregión Meseta del Columbia (Columbia Plateau) figura en la lista de ecorregiones de nivel III que utiliza la Agencia de Protección Ambiental de Estados Unidos (EPA) para describir las áreas naturales de Norteamérica. Esta ecorregión se extiende principalmente en los estados norteamericanos de Washington y Oregón, pero también se adentra ligeramente en Idaho.
La zona abarca una gran parte de la cuenca del río Columbia. La ecorregión toma su nombre de la Meseta del Columbia, una meseta de origen volcánico formada desde finales del Mioceno hasta principios del Plioceno. La ecorregión se compone de zonas áridas compuestas por pastizales y matorrales. Limita con zonas montañosas más húmedas en las que predominan los bosques. Aunque es árida, la región se cultiva intensamente con el agua del río Columbia y sus afluentes. Las precipitaciones que aportan esta agua suelen proceder de los humedales de las ecorregiones montañosas cercanas. Esta ecorregión se ha subdividido en catorce ecorregiones de nivel IV.

## Ecorregiones de nivel IV

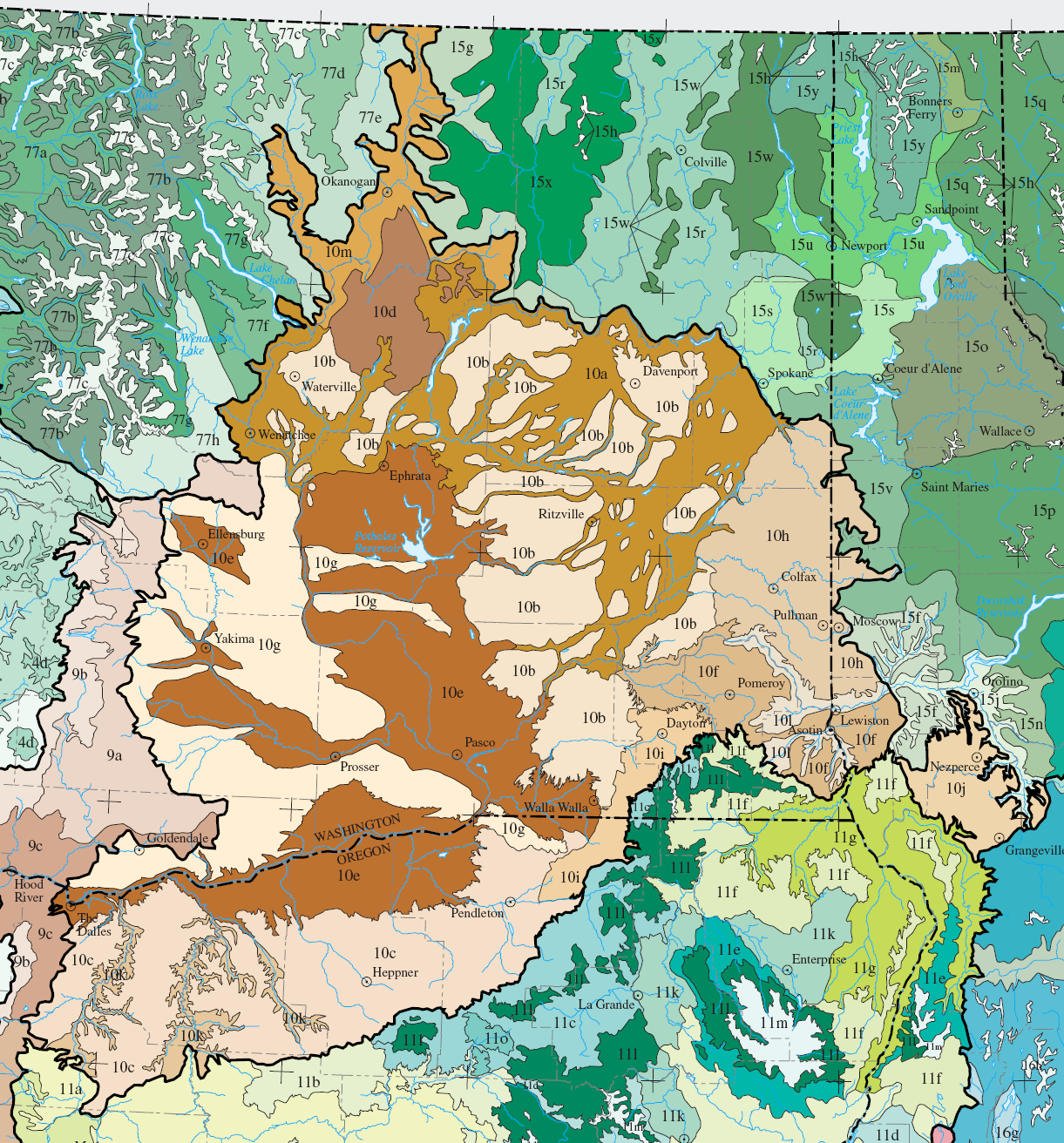
Ecorregiones de la Meseta del Columbia. Nivel IV.

### Terrenos pelados erosionados en forma de canales (10a)
La ecorregión de Terrenos pelados erosionados en forma de canales en el estado de Washington contiene áreas de flujos de lava y Scablands canalizados excavados por las inundaciones masivas de Missoula. El área alberga el Área Recreativa Nacional del Lago Roosevelt y el Bosque Nacional Wenatchee.

### Islas de loess (10b)
La ecorregión de las islas de loess está formada por grandes bolsas de depósitos de loess alrededor de los Channeled Scablands al este de Washington. Aquí se encuentran el Refugio Nacional de Vida Silvestre Turnbull y el parque natural Juniper Dunes.

### Meseta de Umatilla (10c)
La ecorregión de la meseta de Umatilla, llamada así por la tribu de los Umatilla, se caracteriza por sus mesetas sin árboles. Se encuentra al este de Oregón e incluye la Reserva India de Umatilla. La altitud varía entre 300 y 1.000 metros. Hay huellas geológicas formadas por los glaciares. La zona está ampliamente regada para la agricultura gracias a un suelo con una fina capa de loess. Las zonas más empinadas, sin suficiente acumulación de loess, son áreas silvestres cubiertas de zonas de hierba o arbustos. Las precipitaciones anuales oscilan entre 230 y 380 mm, y aumentan con la altitud. La vegetación se compone, por ejemplo, de la hierba del trigo, la festuca de Idaho y el pasto azul en asociación con arbustos como la artemisa de tres dedos. Algunas zonas están colonizadas por el Bromus tectorum, una especie introducida por el hombre.

### Okanogan Drift Hills (10 d)
La ecorregión de Okanogan Drift Hills está ubicada en Washington en los condados de Douglas y Okanogan y abarca áreas de la Reserva India de Colville.

### Cuencas lacustres del Pleistoceno (10e)
La ecorregión de las cuencas lacustres del Pleistoceno está formada por zonas cubiertas por lagos del Pleistoceno formados por las inundaciones de los lagos glaciares Missoula y Columbia. Es la mayor sub-ecorregión de la Meseta de Columbia. Se extiende hasta el este de Oregón y el estado de Washington. Su altitud oscila entre los 100 y los 400 metros sobre el nivel del mar. Es la zona más seca y cálida de la meseta de Columbia. Las precipitaciones son sólo de 180 a 250 mm. Sin embargo, la agricultura está presente aquí a través de grandes proyectos de riego. Las plantas que se encuentran en las zonas naturales son Hesperostipa comata, Oryzopsis hymenoides y Artemisia tridentata
La zona alberga la Reserva India Yakama, el Refugio Nacional de Vida Silvestre de Umatilla, el Refugio Nacional de Vida Silvestre de Cold Springs, el Refugio Nacional de Vida Silvestre de McNary, el Refugio Nacional de Vida Silvestre de Columbia, el Sitio Nuclear de Hanford y el Monumento Nacional Hanford Reach.

### Tierras altas de Loess(10f)
Las tierras altas de Loess consisten en colinas redondeadas y restos de mesetas cortadas por los cañones de los ríos Lower Snake y Clearwate. El área se extiende por el oeste de Idaho y el sureste de Washington. La altitud varía entre 500 y 1100 metros. En elevaciones más bajas, las áreas están cubiertas de pastos. Los arbustos de montaña ( Symphoricarpos y rosas silvestres) crecen en las alturas o en las laderas norte de los cerros donde el ambiente es más húmedo. Las zonas han sido utilizadas como pastos por ganaderos o como zona de cultivo que ha dañado gran parte de las plantas originales. Sin embargo, dada la pobreza del suelo y la delgada capa de loess, el área se utiliza menos intensamente para la agricultura en comparación con las ecorregiones vecinas. El área abarca la reserva de nativos americanos Nez Percés.

### Pliegues de Yakima (10g)
Los pliegues de Yakima, que toman su nombre de la tribu nativa americana Yakama que vivía en la región, consisten en áreas sin bosques con el suelo formado por capas de basalto de varios cientos de metros de espesor. La altitud es de entre 300 y 700 mètres aproximadamente. Las laderas sur son secas y cubiertas de loess. Las laderas del norte son escarpadas y rocosas. La precipitación anual está entre 250 y 300 mm. La artemisa y la hierba de trigo son dominantes. Las hierbas representadas también son Hesperostipa comata, pasto de trigo, pasto azul y artemisa. La región se extiende a lo largo de los estados de Oregon y Washington entre Horse Heaven Hills y el Valle de Kittitas. El área abarca parte de la reserva de nativos americanos Yakama, así como el Monumento Nacional Hanford Reach.

### Colinas Palouse(10h)
Las colinas Palouse consisten en las estribaciones occidentales del norte de las Montañas Rocosas  Las colinas toman su nombre del río Palouse y la gente de la tribu Palus que vive en la región. La altitud es de entre 750 y 900 metros aproximadamente. Los arroyos de las montañas atraviesan esta zona. Los suelos son ricos en materia orgánica que favorece la agricultura. Sin embargo, la erosión del área es significativa y puede afectar negativamente la calidad del suelo.
La zona alberga festucas, hierba de trigo, symphoricarpos y también pinos ponderosa y abetos de Douglas. La zona se extiende cerca de Idaho, en el bosque nacional de St. Joe y la reserva india de Heart of Alene, así como en los condados de Whitman y Spokane, en el estado de Washington.

### Estribaciones profundas de Loess (10i)
Las estribaciones profundas de Loess consiste en las estribaciones orientales de las Montañas Azules. La zona está atravesada por numerosos arroyos alimentados por las precipitaciones que caen en las montañas cercanas. La altitud varía de 500 a 900 metros aproximadamente. La humedad suficientemente alta permite la presencia de festuca y poa pratensis. Las granjas en suelos ricos no irrigados cosechan trigo de invierno, cebada común, alfalfa y guisantes. El área se extiende a lo largo de Oregon y Washington en una delgada franja que se extiende desde Pendleton hasta Dayton. El área abarca parte de la Reserva Indígena Umatilla.

### Pradera de Nez Perce (10j)
La pradera de Nez Perce es una meseta cubierta de loess que toma su nombre de los amerindios Nez-Perce que vivían en la región y que todavía tienen una reserva allí hoy día. La altitud varía generalmente entre 600 y 950 metros, aunque hay algunos montículos más altos. La festuca de Idaho y el pasto de trigo están presentes. El pino Ponderosa y el abeto Douglas crecen en las laderas del norte. Hay numerosos cultivos, como el trigo, la cebada común y los guisantes. El regadío capta una parte importante del agua de los arroyos, lo que repercute negativamente en la calidad del agua en la parte baja del valle. La región se extiende hasta Idaho y la zona de la Reserva India Nez Perce.

### Deschutes/John Day Canyons (10k)
La ecorregión Deschutes / John Day Canyons está cubierta por cañones formados por los ríos Deschutes y JohnDay en Oreg. Cortados en rocas basálticas, los cañones fragmentan áreas escasamente pobladas de la meseta de Umatilla. Los cañones pueden alcanzar los 600 metros profundidad. Las áreas más altas son más húmedas que las regiones más bajas de los cañones. En las zonas rocosas, las plantas están representadas por artemisa. Las zonas ribereñas consisten en una delgada franja de aliso blanco con algunos árboles de Prunus virginiana, Clematis ligusticifolia y Cerezos de Virginia. En los ríos se encuentra el salmón Chinook .

### Cañones inferiores de Snake y Clearwater (10l)
La ecorregión de los cañones inferiores de Snake y Clearwater consta de profundos cañones que atraviesan el basalto de la meseta de Columbia por los ríos Snake y Clearwater. Los cañones, debido a su menor altitud, son lugares más secos que los alrededores. La precipitación es de entre 300 y 650 mm . El muflón canadiense está presente en la región. Las plantas están representadas por pasto de trigo, festuca y artemisa. El área se extiende al estado de Idaho y Washington a lo largo de los ríos Snake y Clearwater y sus afluentes.

### Valle de Okanogan (10 m)
El valle de Okanogan está situado en las partes bajas de los ríos Okanogan y Methow y sus afluentes, al noreste de Washington. La zona abarca el Bosque Nacional de Okanogan.

### Tierras altas de Umatilla (10n)
La ecorregión de las tierras altas de Umatilla consiste en colinas en la unión de las áreas cubiertas de pasto seco de la meseta de Columbia con los bosques de las Montañas Azules. La altitud varía de 500 a 1300 mètres aproximadamente.
Las áreas de mayor elevación están cubiertas con hierba festuca, hierba de trigo y pasto azul. Las laderas del norte están cubiertas de abeto Douglas, pino Ponderosa, Symphoricarpos y Physocarpus. Los depósitos de loess son tan finos que se cultiva muy poco. La región se extiende al este de Oregón y al norte del Bosque Nacional Umatilla.